# Jovan Nenad
Jovan Nenad (srbsky: Јован Ненад; maďarsky: Fekete Iván nebo János; asi 1492 Lipova – 26. července 1527 Sedfalské pole), známý jako „Černý“, byl srbský vojenský velitel ve službách Uherského království, který využil porážky uherského vojska u Moháče a následného boje o uherský trůn k tomu, aby si na jižní Panonské nížině vytvořil vlastní stát. Tituloval se jako císař (car).
Srbští historikové jej považují za zakladatele Vojvodiny a vůdce posledního nezávislého srbského státu před osmanským dobytím.

## Původ
Byl etnický Srb, narozený kolem roku 1492 v Lipově u řeky Mureș v severním Banátu (dnešní Rumunsko). Další informace o jeho původu nejsou jisté; sám tvrdil, že je „potomkem srbských a byzantských vládců“, i když někteří současníci se domnívali, že pochází z rodu srbských despotů, nebo že byl prostého původu. Byl střední postavy, štíhlý, velmi mravný a zbožný. Současníci mu říkali „Černý muž“ kvůli zvláštnímu mateřskému znaménku, které mnozí považovali za božské znamení: „měl tmavý pruh, široký jako prst, který začínal na pravé spánkové části hlavy a vedl přímou čarou přes celé tělo až k pravé noze“.

## Vojenská kariéra
V bitvě u Moháče dne 29. srpna 1526 zničila Osmanská říše vojsko uhersko-českého krále Ludvíka Jagellonského, který na bitevním poli padl. Protože král Ludvík neměl děti, Uhersko se rozdělilo na dvě strany: jedna zvolila za krále uherského šlechtice Jana Zápolského, zatímco druhá uznala za krále Ferdinanda Habsburského, švagra Ludvíka. Tím vznikl třístranný boj o uherský trůn mezi Ferdinandem, Zápolským a Osmany. Součástí tohoto konfliktu byl i vůdce srbských žoldnéřů Jovan Nenad.
Bezprostředně po Moháči se Jovan Nenad objevil mezi Dunajem a Tisou jako vůdce srbského pluku. Rychle vyhnal Osmany z oblasti Bačky a částí Banátu a Sremu, které pak ovládal samostatně. Zpočátku podporoval Zápolského, ale po sporech s uherskou šlechtou v Bačce, která ho od Zápolského odcizila, a poté, co Zápolský odmítl uznat Nenadovy územní nároky, se na počátku roku 1527 přiklonil k habsburskému uchazeči Ferdinandovi. Konflikt s uherskou šlechtou vznikl, když Jovan odmítl vrátit uprchlým maďarským šlechticům jejich majetky v Bačce, které považoval za své. Jeho vojsko pak pokračovalo v plenění maďarských statků a vesnic, což obrátilo proti němu nejen šlechtu, ale i venkovské obyvatelstvo.
Za hlavního velitele své armády jmenoval Radoslava Čelnika, jeho vyslanci u cizích vládců byli Fabijan Literát, františkán z Iloku, a Ivan Dolić, kastelán z Bače původem z Irigu. Jeho pokladníkem a palatinem byl Subota Vrlić z Jagodiny. Kromě hlavní armády měl i osobní gardu o 600 mužích, kteří sloužili u jeho „dvora“ v Subotici. Jeho vojsko rostlo především díky příchodu Srbů z osmanského území, Valašů z Banátu a Sedmihradska a také některých římských katolíků; na začátku roku 1527 mělo asi 15 000 mužů. Předpokládá se, že klíčem k jeho úspěchu byla spolupráce pravoslavných a katolických Slovanů. V té době žilo v jižní Panonské nížině velké množství Srbů, především v oblasti Dunaje a Tisy (oblast často nazývaná „Raška“).

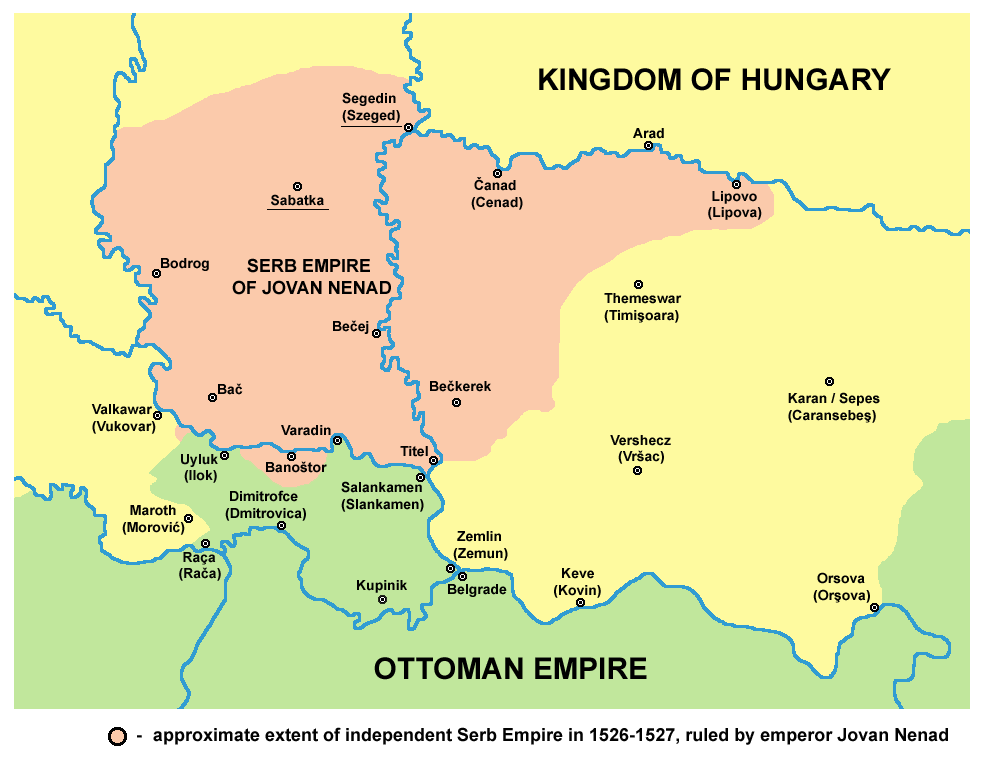
Územní rozsah „Černého Srbska“

Jovan Nenad považoval boj o uherský trůn jen za dočasnou záležitost – jeho hlavním cílem byl boj proti Osmanům a osvobození srbských zemí. V první polovině roku 1527 byl Ferdinand mimo Uhersko, připravoval se na tažení proti Zápolskému. V té době vyslal Zápolský proti Nenadovi armádu, protože chtěl vyřešit vnitřní situaci dřív, než se Ferdinand vrátí. Zápolský podcenil Nenadovu sílu a poslal proti němu 300 rytířů pod vedením László Csákyho, kteří byli začátkem dubna poraženi; Csáky byl zajat a popraven. Po tomto vítězství dosáhl Jovan Nenad vrcholu své moci a začal se titulovat císařem. Další uherské vojsko vedl sedmihradský vojvoda Péter Perényi, ale koncem dubna bylo poraženo u Tiszaszőlős (bitva u Szőlősu) na břehu Tisy. Nakonec byla proti Nenadovi vyslána další, mnohem silnější armáda tvořená vojsky z celého Sedmihradska a horního Uherska, vedená Perényim a biskupem Czibakem, která Jovanovu armádu rozhodně porazila v bitvě u Sződfalvy, přičemž padlo asi 8 000 jeho vojáků.
Při pokusu spojit se s Ferdinandovými silami byl Jovan Nenad těžce zraněn v Segedíně. Při ústupu směrem k Sentě byl dopaden a zavražděn ve vesnici Tornjoš. Jeho hlava byla doručena Zápolskému.

## Odkaz

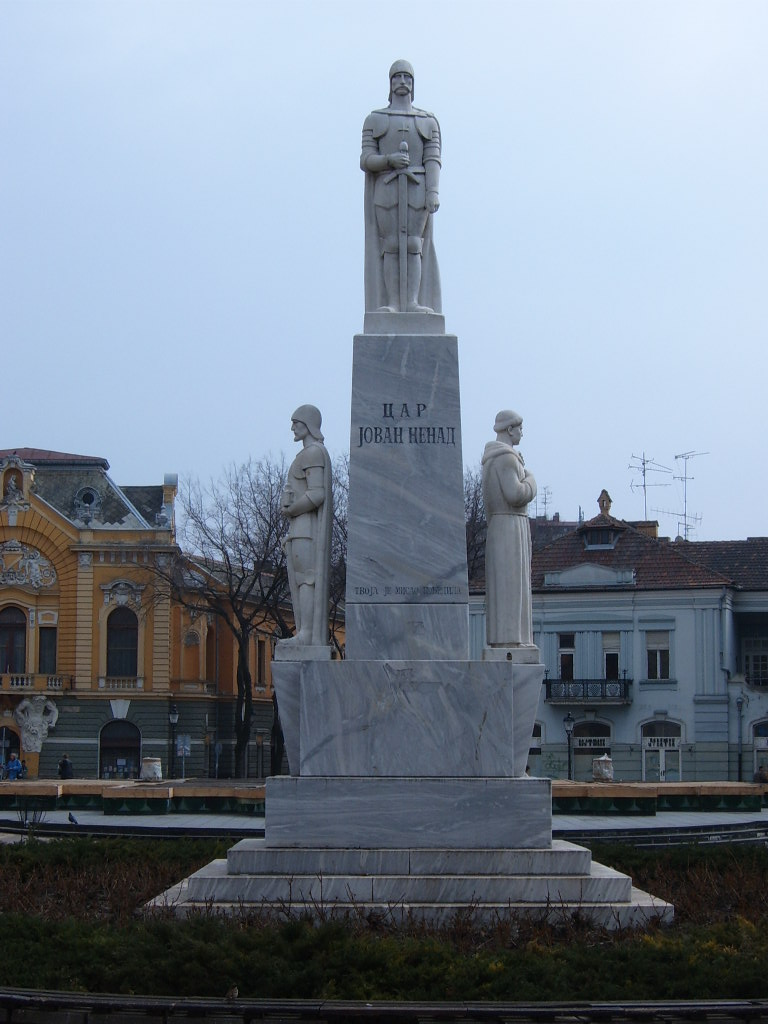
Pomník Jovanu Nenadovi v Subotici

S postupem času se Jovan Nenad stal pro Srby mytickou postavou. Mnozí srbští historikové ho považují za zakladatele současné Vojvodiny, i když ve skutečnosti bylo jeho povstání příliš krátké a jeho vláda příliš chaotická, aby zanechala trvalý dopad. Subotica, druhé největší město provincie (a někdejší Nenadovo hlavní město), mu postavila pomník s nápisem: „Tvoje myšlenka zvítězila“ (srbsky: Твоја је мисао победила / Tvoja je misao pobedila).

## V populární kultuře
Ve filmu Kočičí lidé (1942) z Hollywoodu hraje malá soška Jovana Nenada (označovaného zde jako „král Jan Srbský“) ústřední roli při vytváření mytologického pozadí děje filmu. Socha zobrazuje Jovana Nenada na koni, jak drží na svém meči napíchnutou kočku.